# Provinz Flämisch-Brabant
Die Provinz Flämisch-Brabant (niederländisch Provincie Vlaams-Brabantⓘ) ist die jüngste und zugleich kleinste Provinz der belgischen Region Flandern. Sie umfasst den niederländischsprachigen Nordteil der ehemaligen Provinz Brabant und besteht aus den beiden Bezirken Halle-Vilvoorde und Löwen. Die eigenständige Region Brüssel-Hauptstadt bildet eine Enklave innerhalb des Territoriums der Provinz.
Die Hauptstadt von Flämisch-Brabant ist Löwen; das Wappen zeigt den Löwen von Brabant mit dem österreichischen Bindenschild, das auf die Zugehörigkeit der Südlichen Niederlande (→ Österreichische Niederlande) vom Beginn des 16. bis zum Ende des 18. Jahrhunderts zum Habsburgerreich verweist.

## Geographie
Die Provinz Flämisch-Brabant umfasst eine Fläche von 2106,13 km² und misst in Ost-West-Richtung etwa 90 km, in Nord-Süd-Richtung rund 40 km. Der höchste Punkt der Provinz liegt in Walshoutem, einer Teilgemeinde von Landen mit 137,33 m O.P.. Die wichtigsten Wasserläufe der Provinz sind die Dijle, die Demer und die Senne. Flämisch-Brabant grenzt im Uhrzeigersinn beginnend im Norden an die Provinzen Antwerpen, Limburg, Lüttich, Wallonisch-Brabant, Hennegau und Ostflandern. Die Provinz umschließt die Region Brüssel-Hauptstadt vollständig.

## Geschichte
Die Provinz Brabant entstand 1815 zunächst unter dem Namen Südbrabant aus dem französischen Département Dyle, nachdem das Königreich der Vereinigten Niederlande (1815 bis 1830) aufgrund der auf dem Wiener Kongress getroffenen Vereinbarungen dem Haus Oranien-Nassau zugeordnet worden war. 1830 trennte sich der südliche Teil des Königreichs, der in der Folge Königreich Belgien genannt, aber erst 1839 von den Niederlanden anerkannt wurde.
Die Provinz wurde im Zuge der mit dem flämisch-wallonischen Konflikt verbundenen Föderalisierung Belgiens im Jahre 1995 entlang der Grenze zwischen dem niederländischen Sprachgebiet im Norden sowie dem französischen Sprachgebiet im Süden in die Provinzen Flämisch-Brabant (Teil der Flämischen Region) und Wallonisch-Brabant (Teil der Wallonischen Region) geteilt. In sechs Randgemeinden sind Fazilitäten-Gemeinden eingerichtet worden. 
Die Region Brüssel-Hauptstadt übernahm für das eigene Gebiet die Provinzbefugnisse und gilt seitdem als provinzfrei.

## Wirtschaft
Im Jahr 2015 lag das regionale Bruttoinlandsprodukt je Einwohner, ausgedrückt in Kaufkraftstandards, bei 129 % des Durchschnitts der EU-27. Damit lag Flämisch-Brabant über dem belgischen Durchschnitt von 119 % und war nach der Region Brüssel-Hauptstadt und der Provinz Antwerpen das wirtschaftlich stärkste Gebiet des Landes. Im Jahr 2017 betrug die Arbeitslosenquote 4,7 % und lag damit unter dem nationalen Durchschnitt.

## Bezirke
Die Provinz Flämisch-Brabant ist in zwei Bezirke untergliedert. Diese werden auf Französisch als arrondissements und auf Niederländisch als arrondissementen bezeichnet. Manchmal wird die Bezeichnung Arrondissement auch auf Deutsch verwendet, obwohl Bezirk der amtliche Begriff ist.
| Bezirk                   | Gemeinden | Einwohner 1. Januar 2024 | Fläche km² | Dichte Einw./km² | NIS- Code |
| ------------------------ | --------- | ------------------------ | ---------- | ---------------- | --------- |
| Halle-Vilvoorde          | 33        | 669.330                  | 942,92     | 710              | 23000     |
| Löwen                    | 30        | 527.443                  | 1.163,21   | 453              | 24000     |
| Provinz Flämisch-Brabant | 63        | 1.196.773                | 2.106,13   | 568              | 20001     |

## Gemeinden
Siehe Karte in der Infobox für die Lage der Gemeinde in der Provinz. Stand: 1. Januar 2024
1. Aarschot (31.138)
2. Affligem (13.651)
3. Asse (35.755)
4. Beersel (26.505)
5. Begijnendijk (10.615)
6. Bekkevoort (6771)
7. Bertem (10.242)
8. Bever (2276)
9. Bierbeek (10.534)
10. Boortmeerbeek (13.348)
11. Boutersem (8634)
12. Diest (24.971)
13. Dilbeek (44.878)
14. Drogenbos (5944)
15. Geetbets (6261)
16. Glabbeek (5425)
17. Grimbergen (39.860)
18. Haacht (15.516)
19. Halle (42.595)
20. Herent (23.007)
21. Hoegaarden (6873)
22. Hoeilaart (11.636)
23. Holsbeek (10.207)
24. Huldenberg (10.083)
25. Kampenhout (12.528)
26. Kapelle-op-den-Bos (9703)
27. Keerbergen (13.298)
28. Kortenaken (7949)
29. Kortenberg (21.165)
30. Kraainem (13.962)
31. Landen (16.390)
32. Lennik (9471)
33. Löwen (104.009)
34. Liedekerke (14.013)
35. Linkebeek (4674)
36. Linter (7323)
37. Londerzeel (19.404)
38. Lubbeek (15.124)
39. Machelen (16.576)
40. Meise (20.299)
41. Merchtem (18.029)
42. Opwijk (14.866)
43. Oud-Heverlee (11.474)
44. Overijse (25.970)
45. Pajottegem (24.941)
46. Pepingen (4592)
47. Roosdaal (11.958)
48. Rotselaar (17.672)
49. Scherpenheuvel-Zichem (24.001)
50. Sint-Genesius-Rode (18.693)
51. Sint-Pieters-Leeuw (36.525)
52. Steenokkerzeel (12.663)
53. Ternat (16.578)
54. Tervuren (23.077)
55. Tielt-Winge (11.604)
56. Tienen (36.581)
57. Tremelo (15.417)
58. Vilvoorde (47.445)
59. Wemmel (18.179)
60. Wezembeek-Oppem (14.742)
61. Zaventem (36.676)
62. Zemst (23.401)
63. Zoutleeuw (8734)

## Politik

### Provinzrat
- Vooruit: 5
- Groen: 3
- VLD: 4
- CD&V: 7
- N-VA: 10
- VB: 5

Nach der Wahl wurde eine Koalition aus NVA, CD&V und OpenVLD eingegangen.
- N-VA: 10
- CD&V: 7
- VLD: 4
- VB: 5
- Vooruit: 5
- Groen: 3

- PVDA: 0
- Vooruit: 42
- Groen: 31
- VLD: 60
- UF: 21
- CD&V: 76
- N-VA: 39
- VU: 5
- VB: 38